# Заичинцы (Семёновский район)
Заичинцы (укр. Заїчинці) — село, Заичинский сельский совет, Семёновский район, Полтавская область, Украина. Является административным центром Заичинского сельского совета, в который, кроме того, входят сёла Бакумовка, Середино и Тройняки.
Население по переписи 2001 года составляло 632 человека.

## Географическое положение
Село Заичинцы находится на левом берегу реки Хорол, выше по течению на расстоянии в 3,5 км расположено село Бакумовка, ниже по течению на расстоянии в 3 км расположено село Беляки, на противоположном берегу — сёла Чаплинцы и Белогубы. Вокруг села много ирригационных каналов. На одном из ручьёв около села большая запруда. Река в этом месте извилистая, образует лиманы, старицы и заболоченные озёра.

## История
Михайловская церковь известна с 1754 года.
Село есть на карте 1812 года.

## Экономика
- ЧП «Украина».
- ООО «Степовое».

## Объекты социальной сферы
- Школа.